# دبی مال

دبی مال (به انگلیسی: The Dubai Mall، به معنی: مرکز خرید دبی)، این مرکز خرید بخشی از پروژهٔ ۲۰ میلیارد دلاری برج خلیفه، بلندترین سازهٔ جهان می‌باشد و دارای بیش از ۱٬۲۰۰ فروشگاه است. این مرکز خرید در ماه نوامبر سال ۲۰۰۸ برای مردم بازگشایی شد. دسترسی به این مال توسط خیابان دو طبقهٔ «دوحه» امکان‌پذیر است.
از امکانات تفریحی این مرکز خرید می‌توان به یک زمین یخ با استانداردهای المپیک، یک آکواریم، یک باغ‌وحش زیر آب، چندین سینما، شهربازی و سالن غذاخوری اشاره کرد.
همچنین آب‌نمای دبی در کنار این مرکز خرید ساخته شده‌است که به گفتهٔ سازندگانش، تماشایی‌ترین نمایش فوارهٔ موزیکال جهان است.

## رکوردها و دستاوردهای جهانی
- ۲۶ اُمین مرکز خرید بزرگ جهان از نظر مساحت قابل استفاده برای تجارت با مساحت ۳۵۰٬۰۰۰ مترمربع.
- دبی مال در اولین سال افتتاحش ۳۷ میلیون بازدیدکننده را به خود جذب کرد. این بدین معناست که در هر هفته بیش از ۷۵۰٬۰۰۰ نفر به این مرکز خرید می‌آمدند.
- در سال ۲۰۱۰ جوایز استایل گرزیا (Grazia Style Awards) دبی مال را «بهترین مرکز خرید جهان» نامید.
- بزرگ‌ترین پنل آکریلیک جهان برای آکواریوم دبی با عرض ۳۲٫۸۸ متر، ارتفاع ۸٫۳ متر، ۷۵۰ میلی‌متر ضخامت و وزن ۲۴۵ تُن در این مرکز خرید واقع شده‌است.
- بزرگترین شیرینی فروشی جهان با مساحت بیش از ۹۳۰ مترمربع (۱۰٬۰۰۰ فوت‌مربع).
- مردم امارات برای خرید موبایل سری جدید اپل در دبی مال ازدحام کردند.خبرآنلاین

## قسمت‌های دبی مال

### خیابان مد

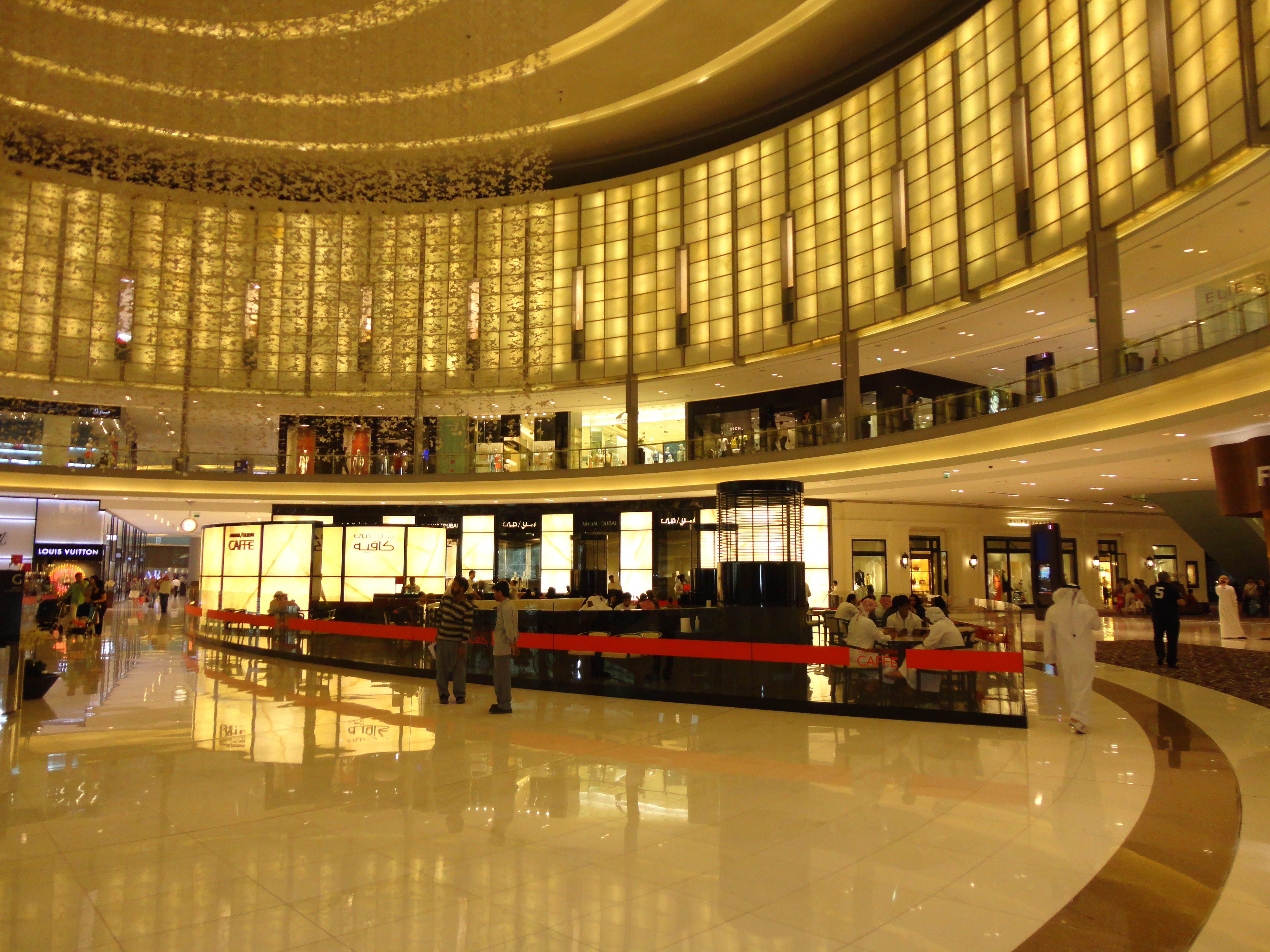
خیابان مد

در این قسمت (فشن اَوِنو) دبی مال مجموعه‌ای بی‌سابقه بالغ‌بر ۷۰ فروشگاه از مارک‌های معروف و لوکس جهان موجود است. این مجموعه علاوه‌بر ورودی از داخل دبی مال دارای یک در مخصوص (VIP) از خیابان است.
از مارک‌های موجود در این قسمت می‌توان به ورساچه، گوچی، دولچه و گابانا، بربری، لویی ویتون، شانل، کریستین دیور، آرمانی اشاره کرد.

### بازار طلا
دبی مال دارای بزرگ‌ترین بازار طلای سرپوشیدهٔ جهان است. این بازار دارای ۲۰۰ فروشگاه شامل بهترین مارک‌های جهان است.

### آکواریوم دبی

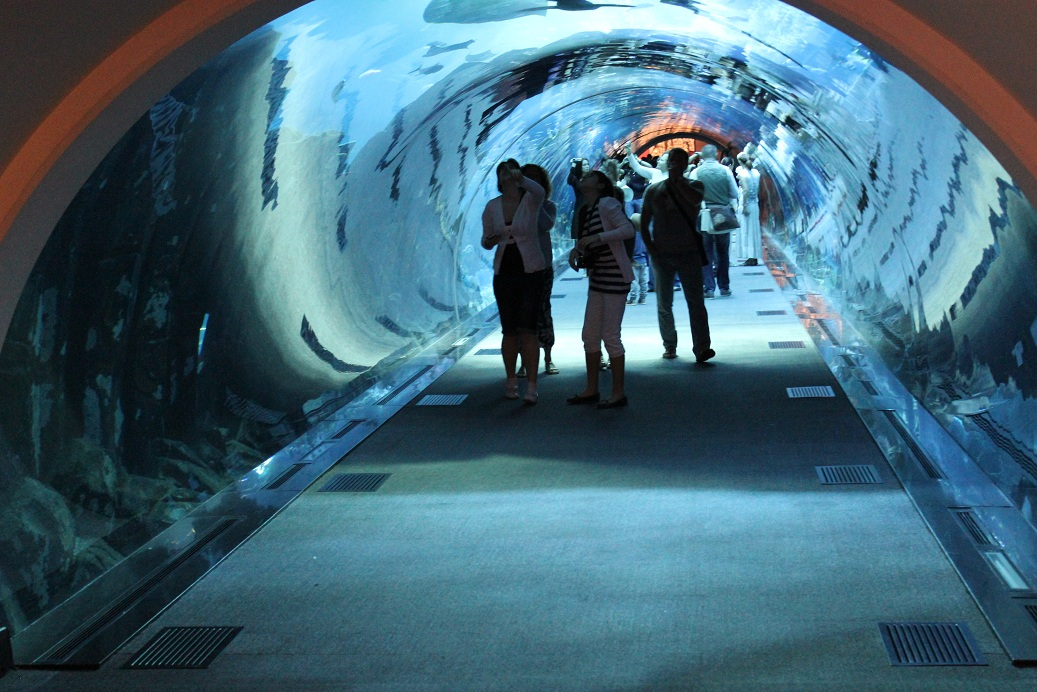
تصویری از تونل آکواریوم دبی.

آکواریوم دبی دارای بیش از ۳۳٬۰۰۰ ماهی، کوسه و گونهٔ آبزی است. این آکواریوم دارای یک تونل است که بازدیدکنندگان می‌توانند از داخل آن آبزیان را تماشا کنند. این آکواریوم رکورد «بزرگ‌ترین پنل آکریلیک جهان» را در کتاب رکوردهای جهانی گینس به ثبت رسانده‌است.
در ۲۵ فوریه ۲۰۱۰ در پی نشت آب از این آکواریوم قسمتی از دبی مال به‌طور موقت بسته شد و خریداران به خارج از مرکز خرید هدایت شدند. یک روز بعد و پس از حل مشکل، دبی مال بر روی عموم دوباره گشایش یافت.

### سینما
دبی مال دارای ۲۲ سالن سینما با بیش از ۲٬۸۰۰ صندلی است. این سینماها در ۱۴ اوت ۲۰۰۹ بازگشایی شد.

## نگارخانه

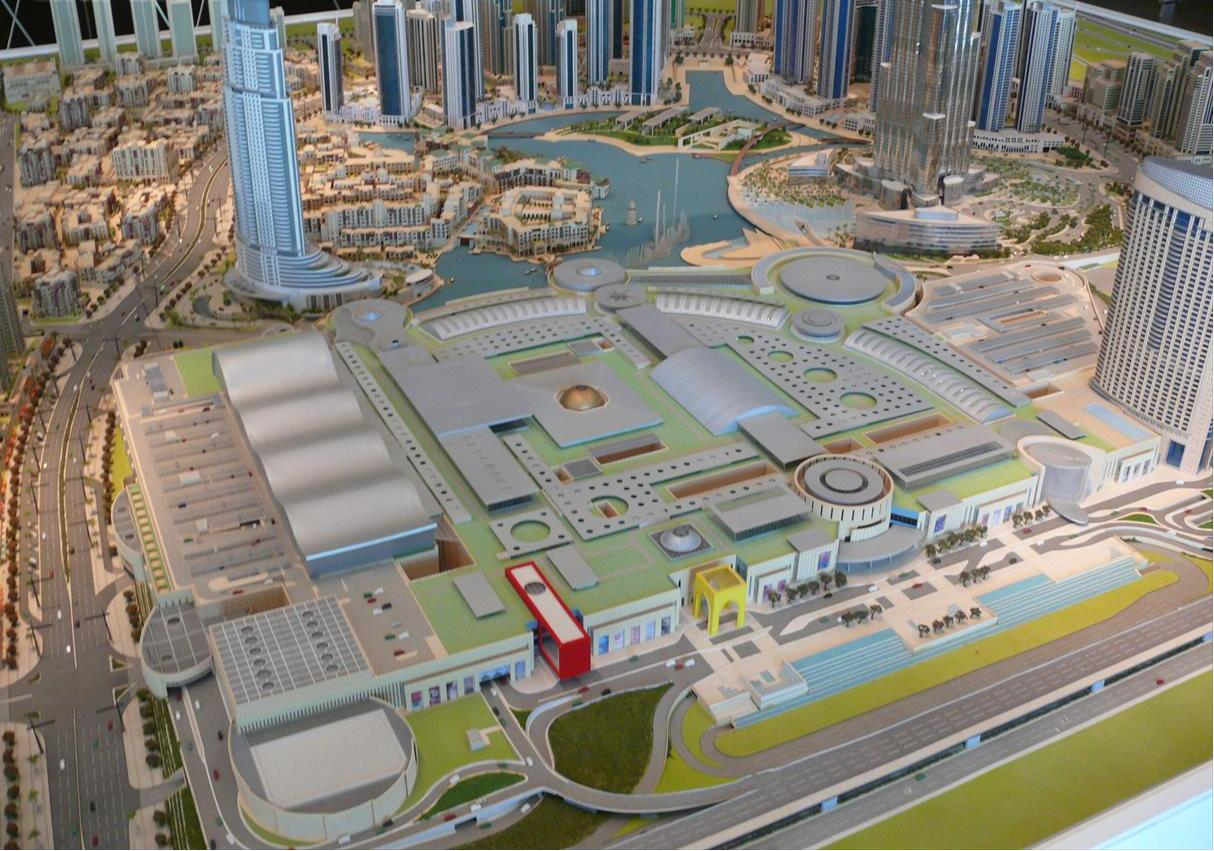

### سال‌های ۲۰۰۷، ۲۰۰۸ و ۲۰۰۹

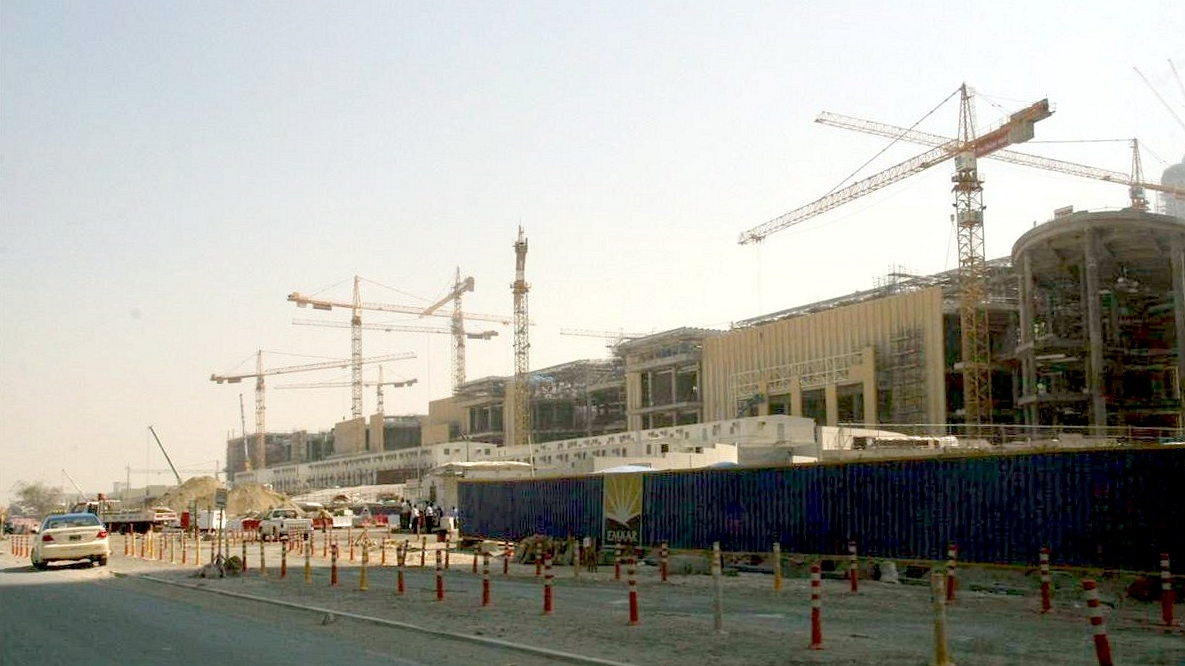
عکسی از دبی مال در ۲۵ فوریه ۲۰۰۷، ۲۰ ماه قبل از افتتاحش.
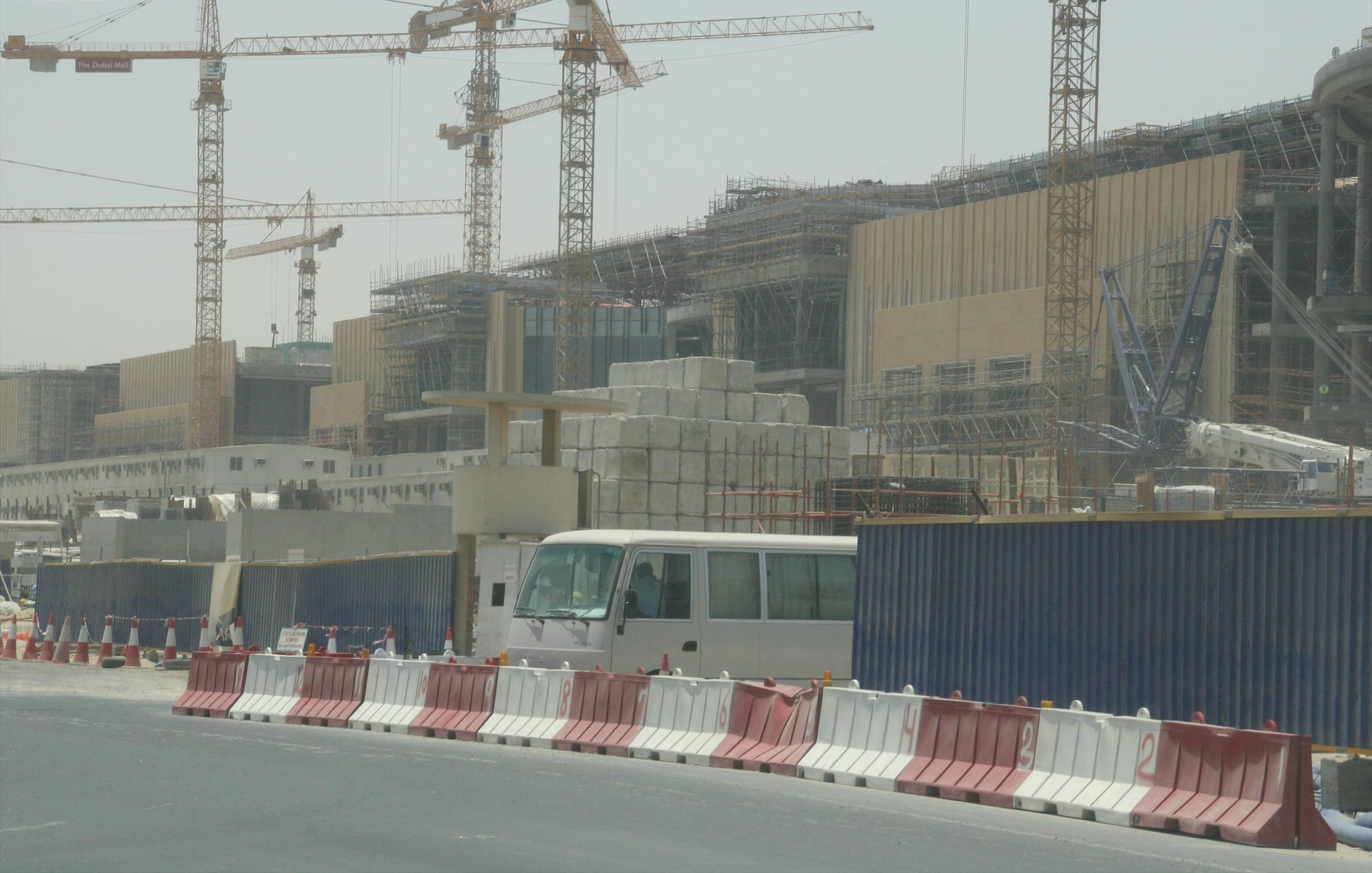
دبی مال در ۱۴ ژوئن ۲۰۰۷، ۱۶ ماه قبل از افتتاحش.
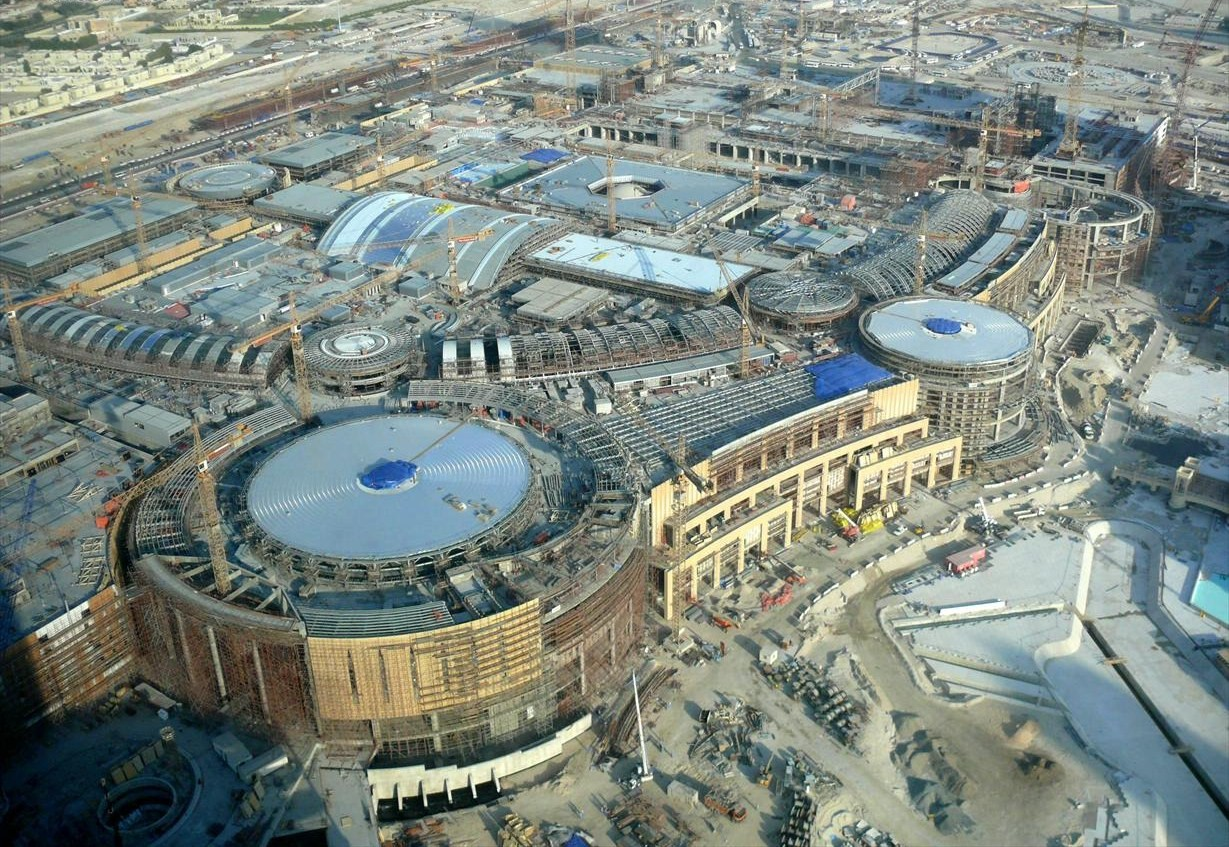
عکس هوایی از دبی مال در ۲۷ نوامبر ۲۰۰۷، ۱ سال قبل از افتتاحش.
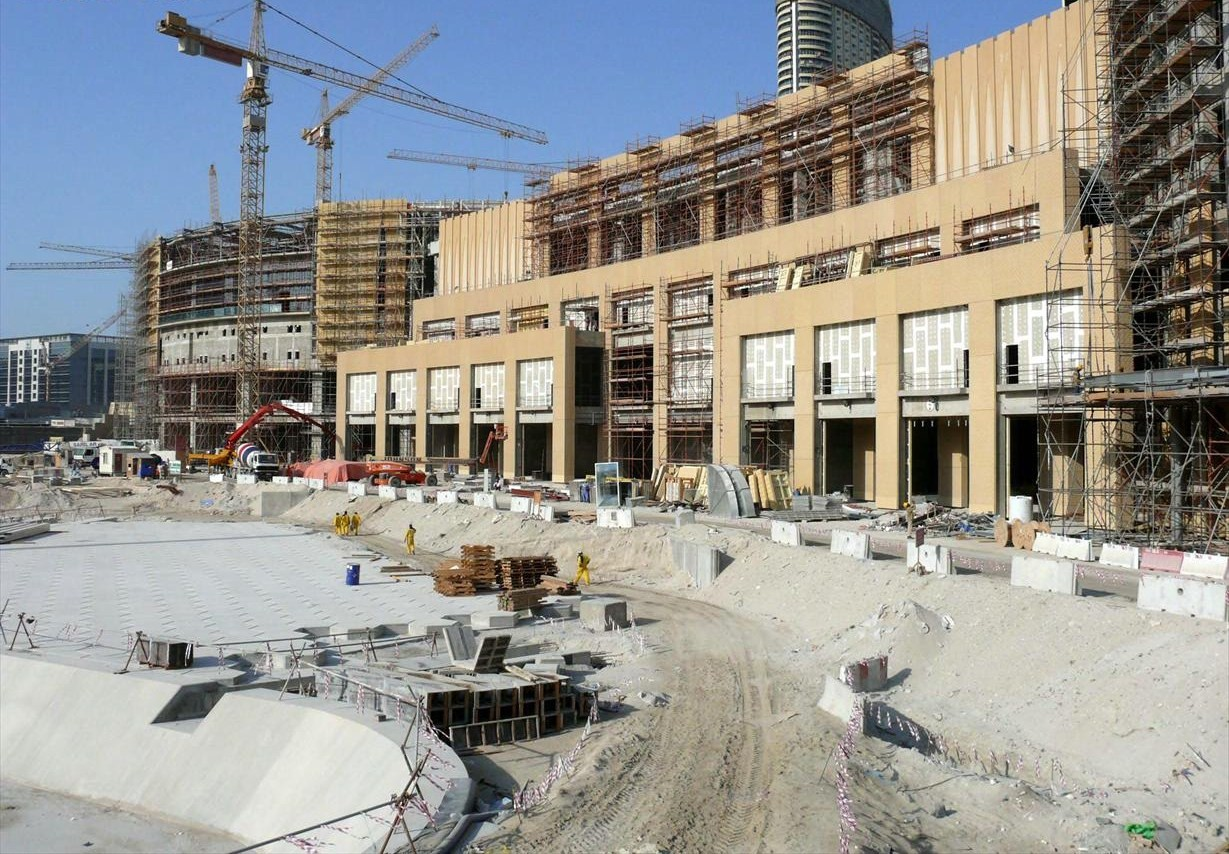
نمای بیرونی دبی مال در ۳ ژانویه ۲۰۰۸، ۱۱ ماه قبل از بازگشایی‌اش.
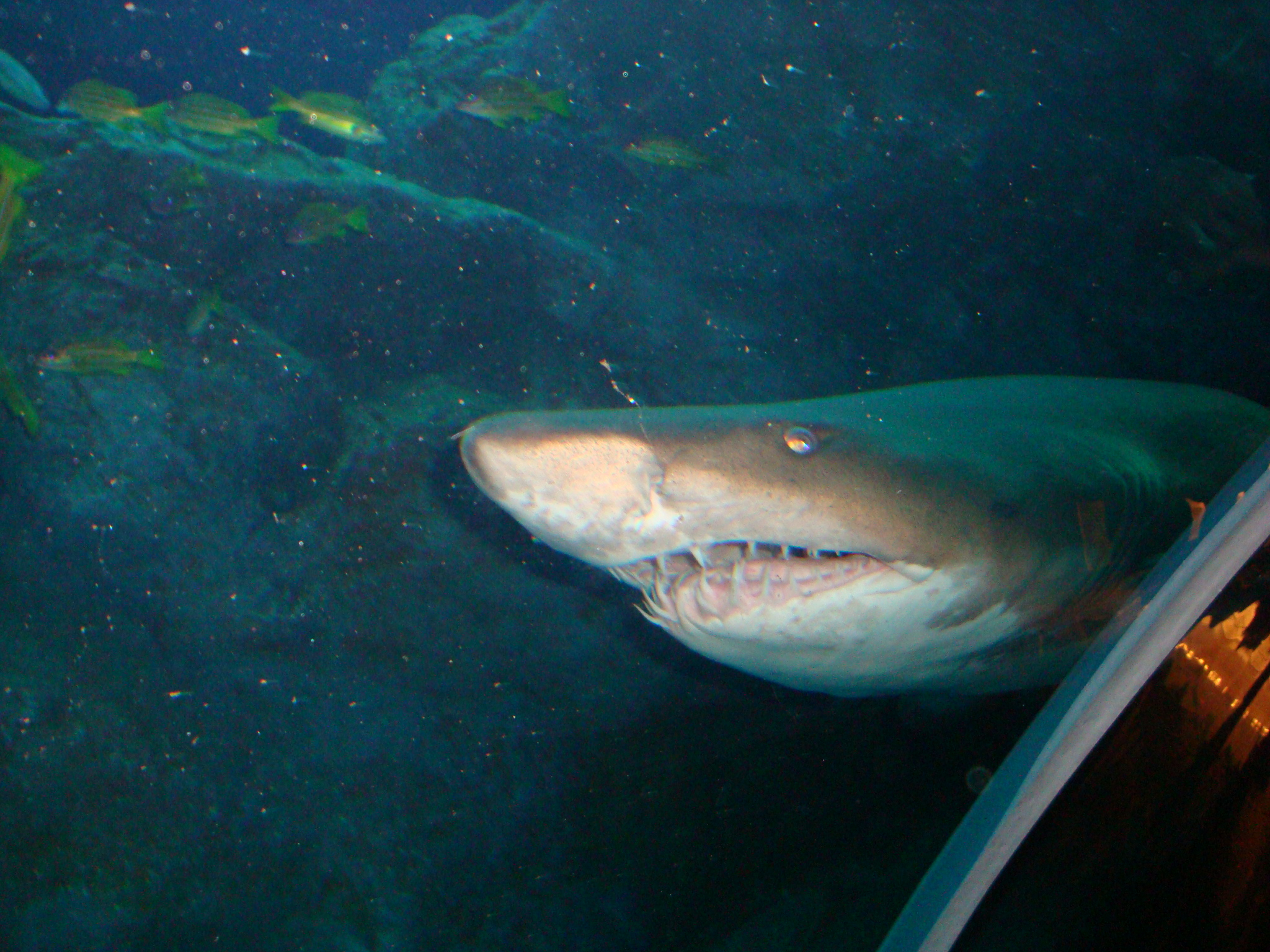
تصویر کوسه‌ای در آکواریوم دبی مال چندی بعد از بازگشایی‌اش بر روی عموم.
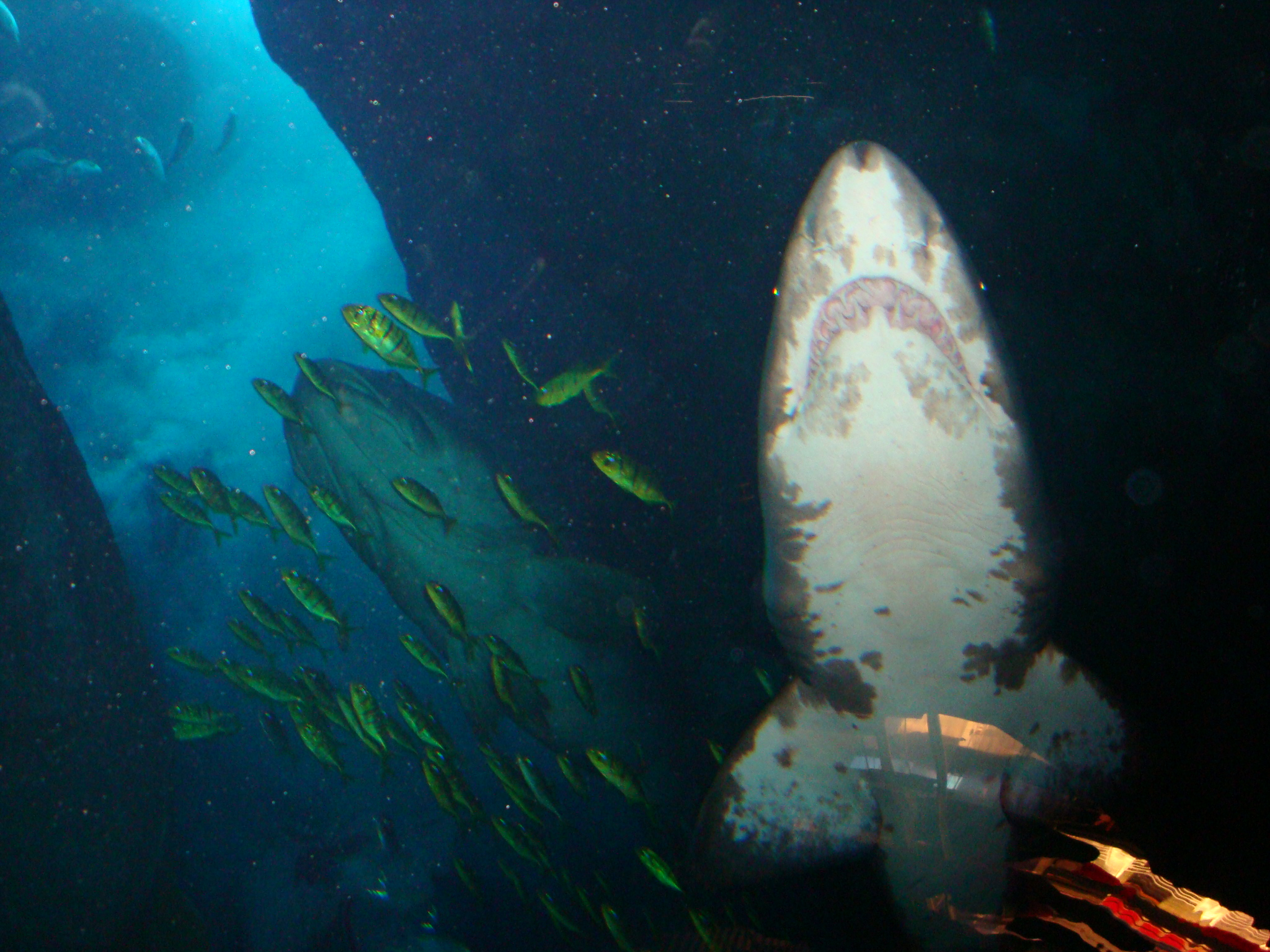
تصویر کوسه‌ای در آکواریوم دبی مال
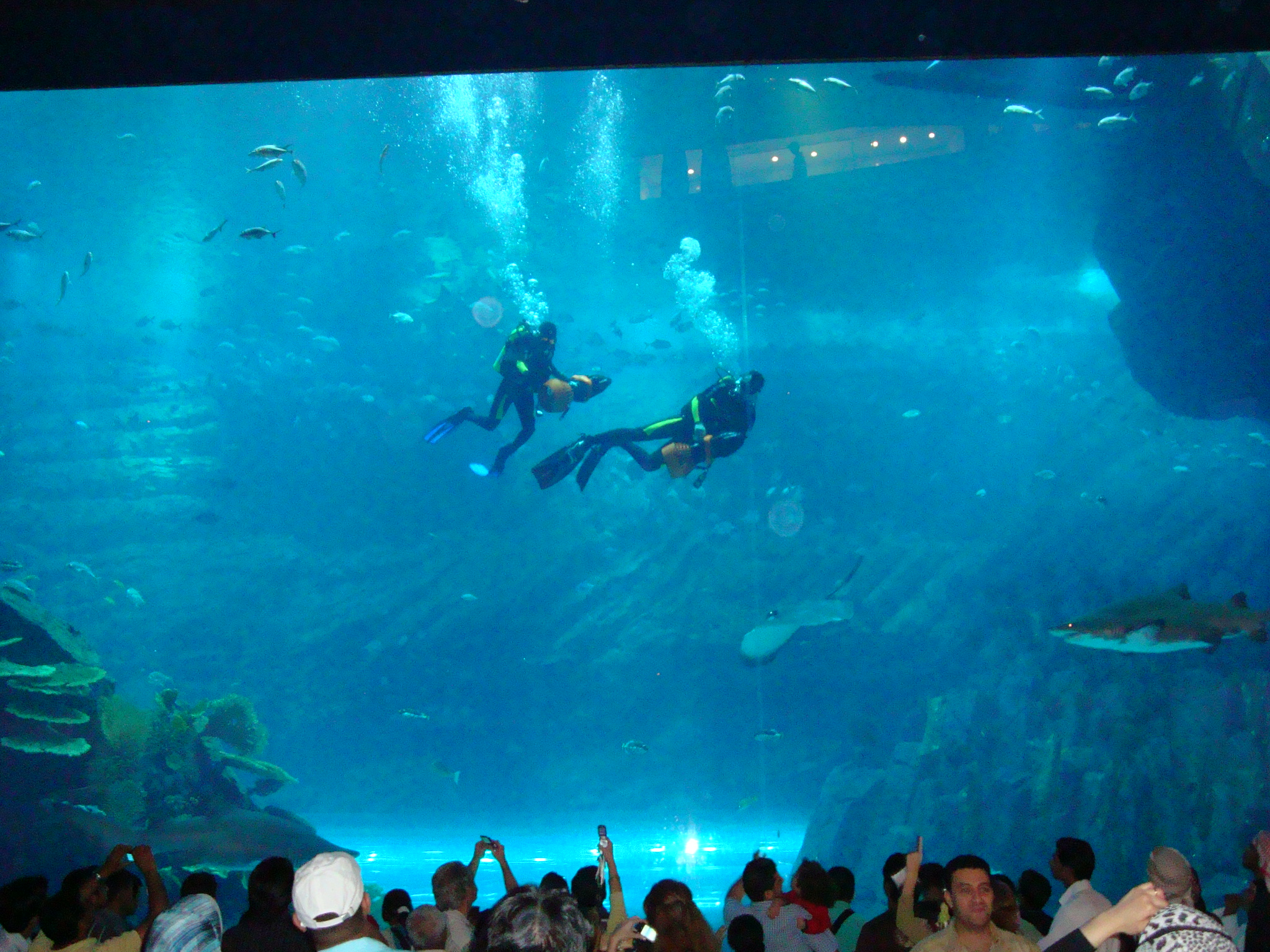
نمایی از آکواریوم دبی مال و غواص‌های در حال شنا در آن.
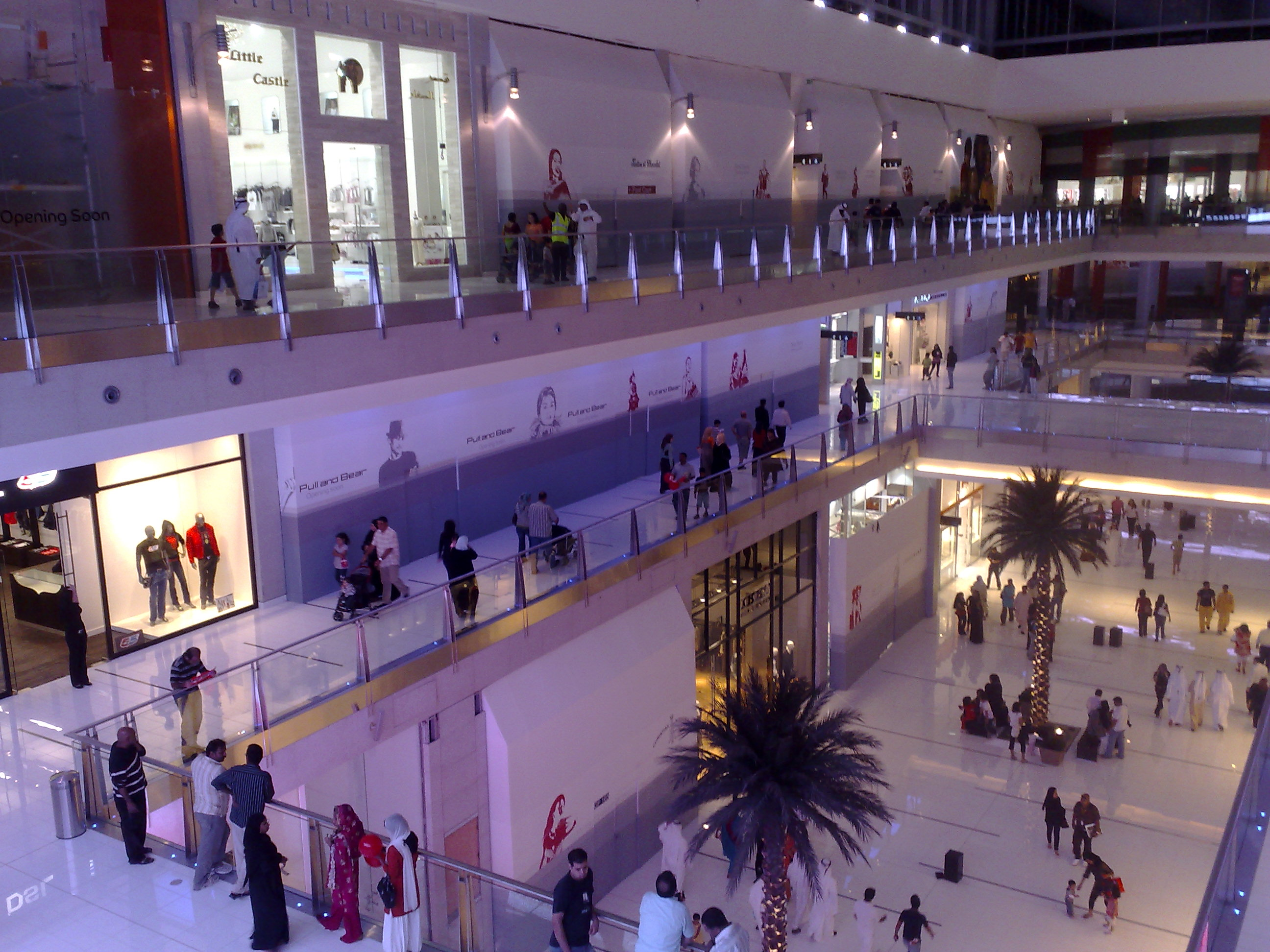
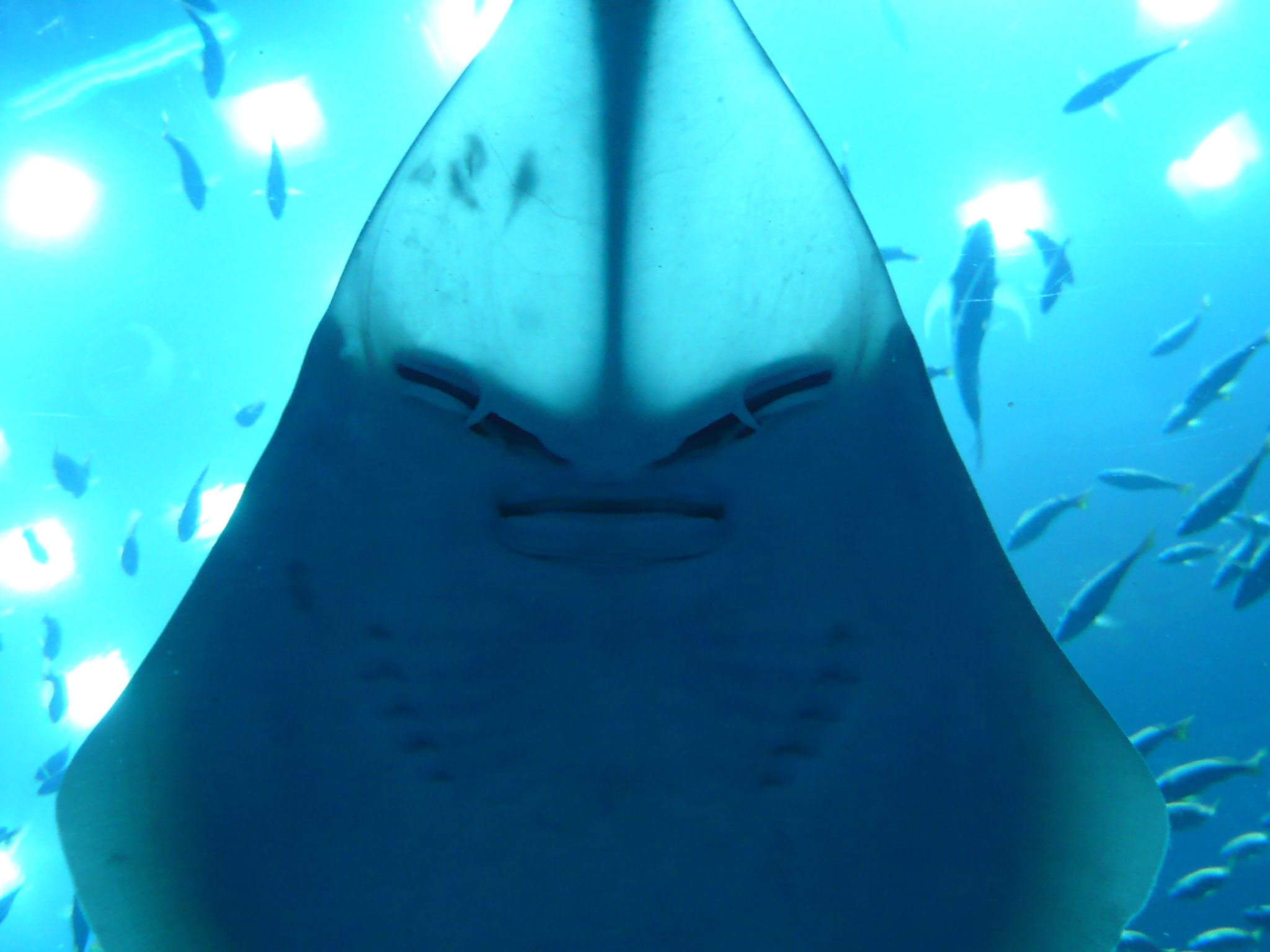
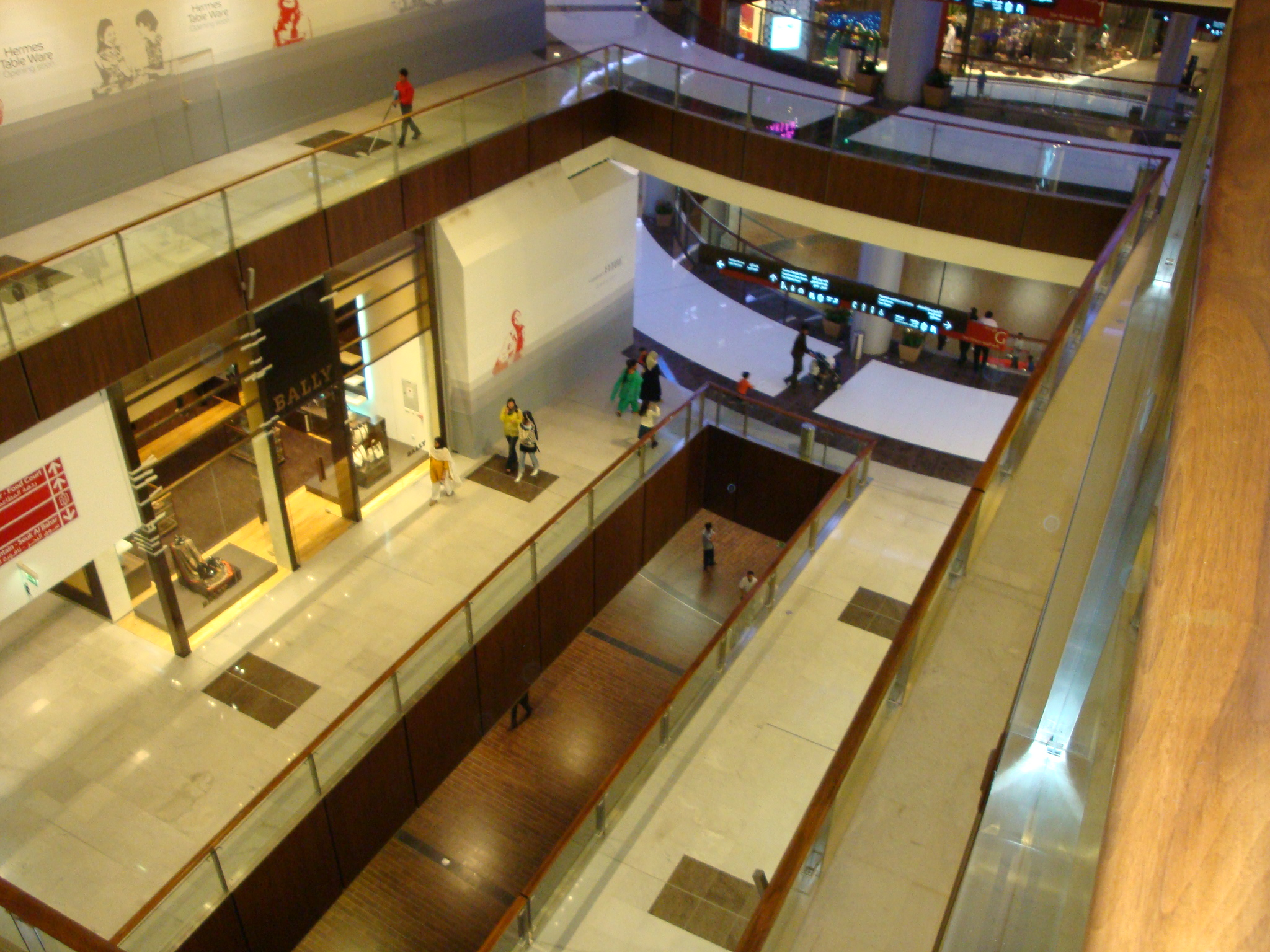
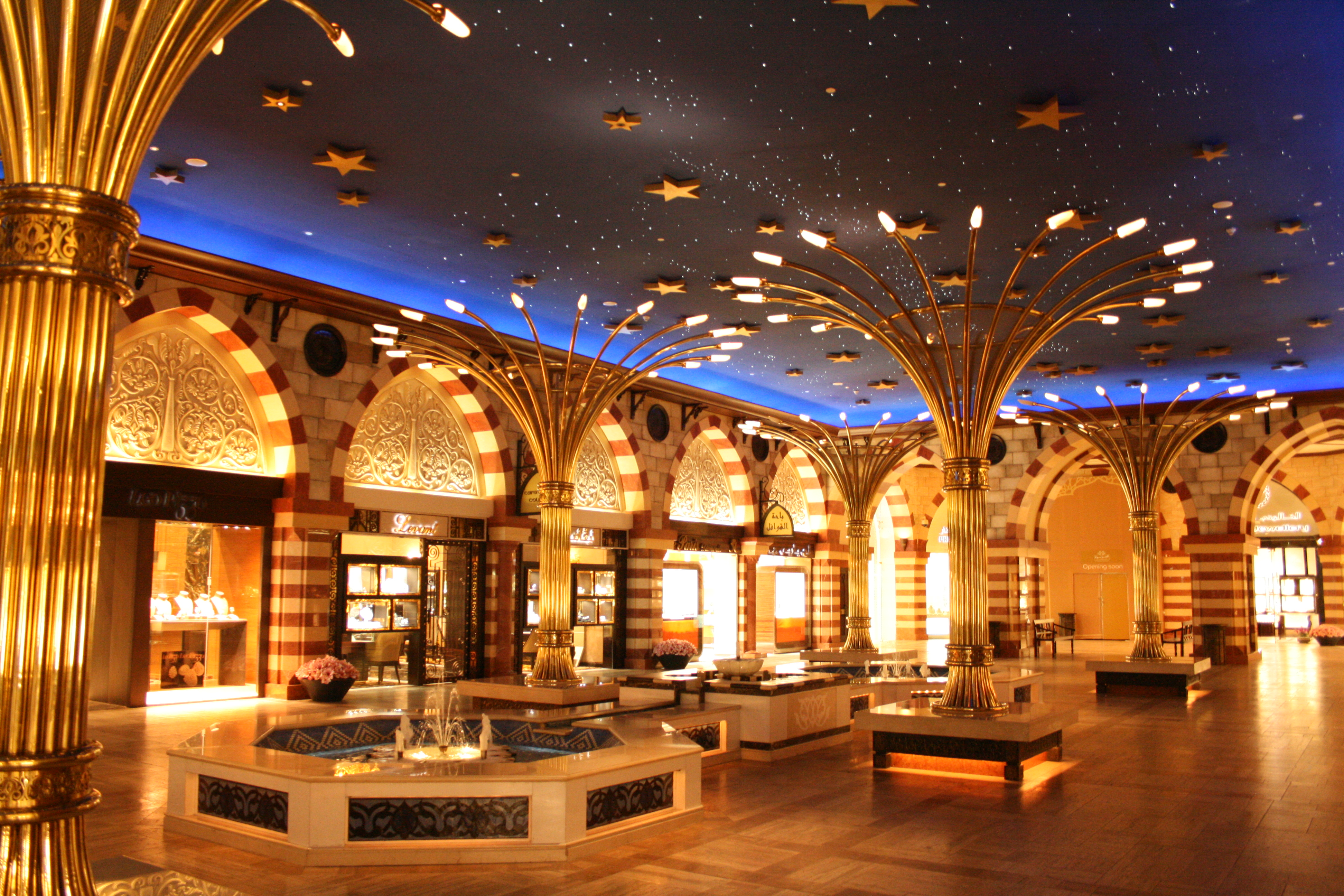
بخش طلافروشی در دبی مال

### سال‌های ۲۰۱۰، ۲۰۱۱ و ۲۰۱۲

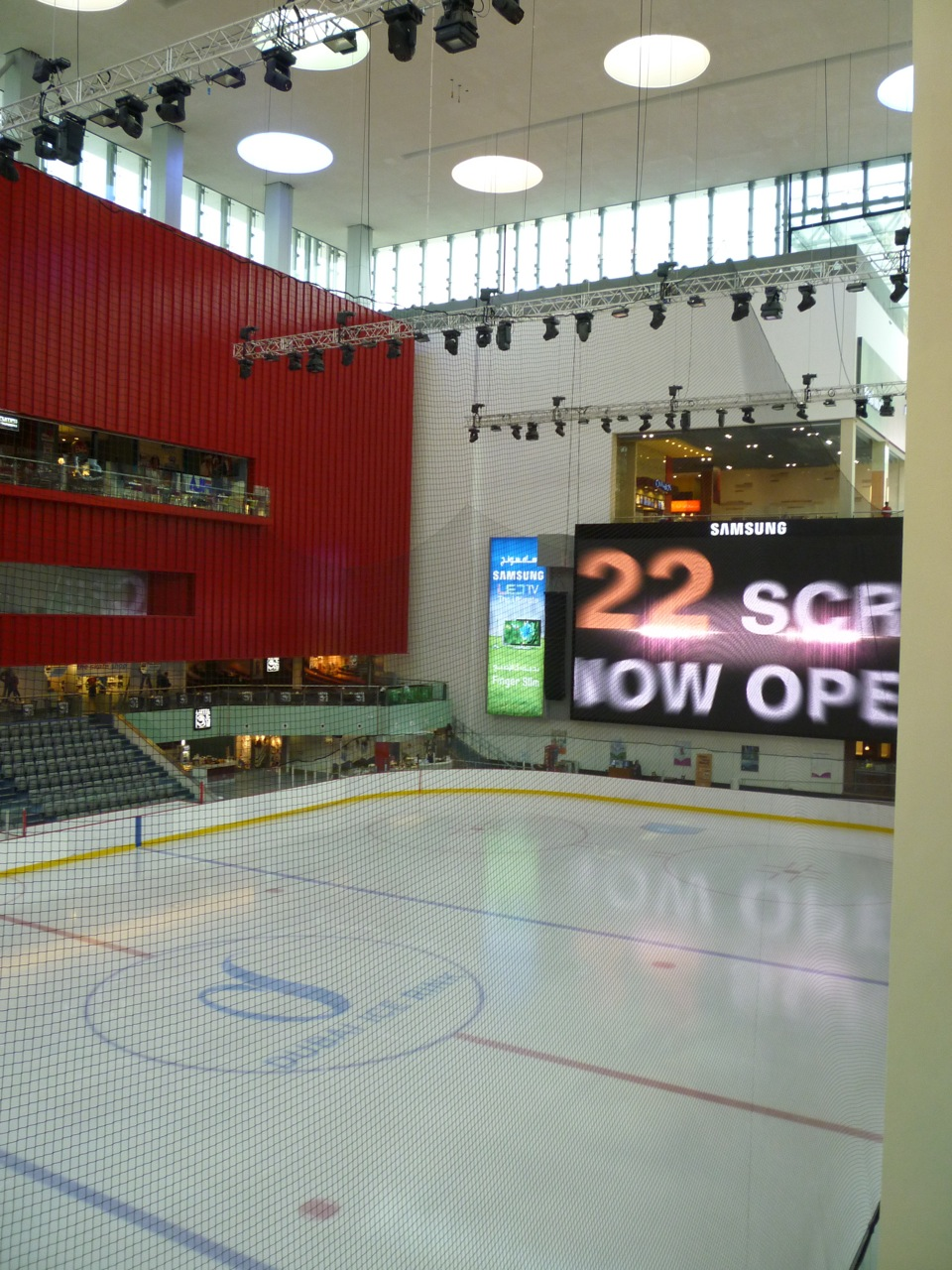
زمین یخ در دبی مال
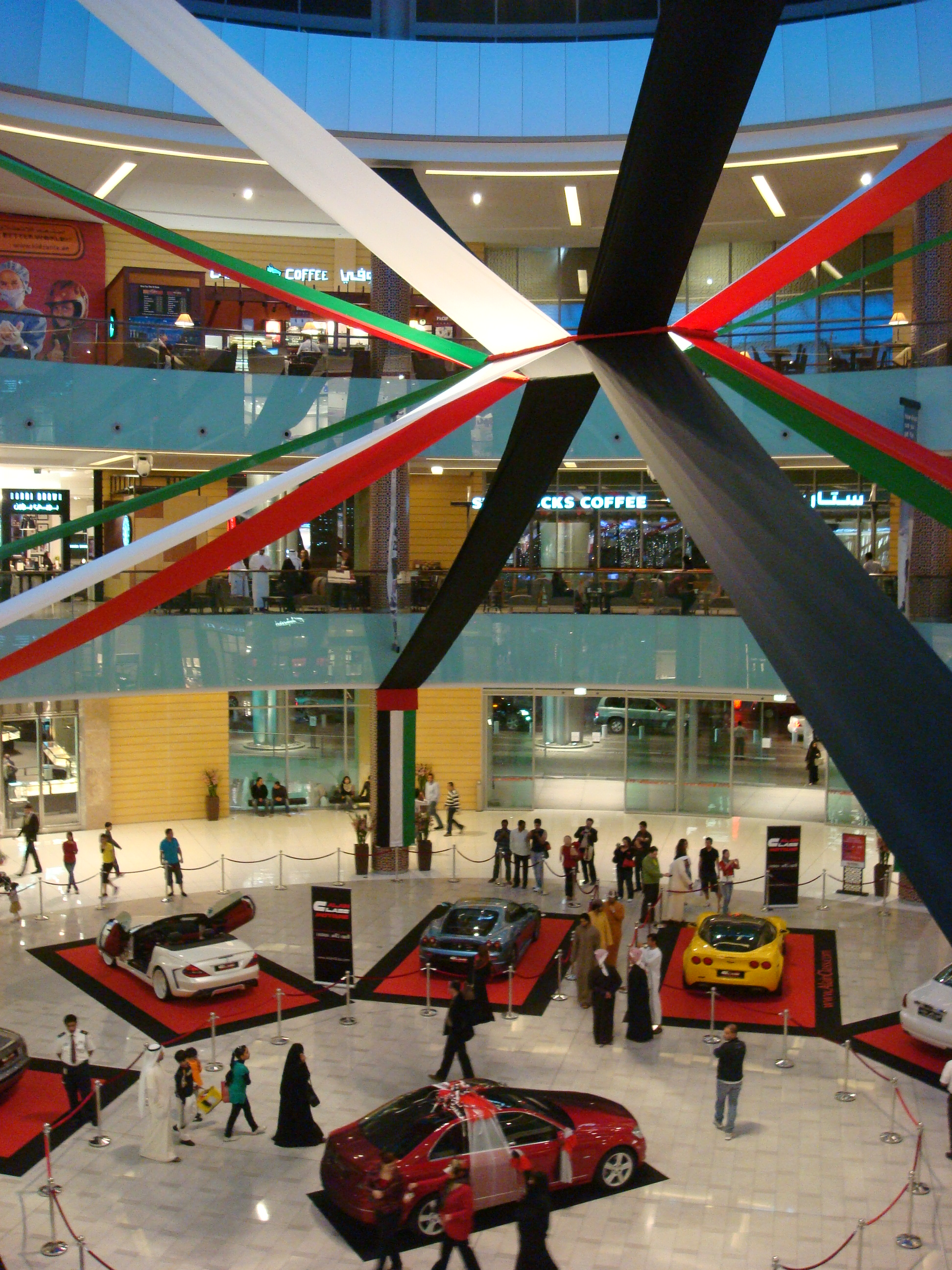
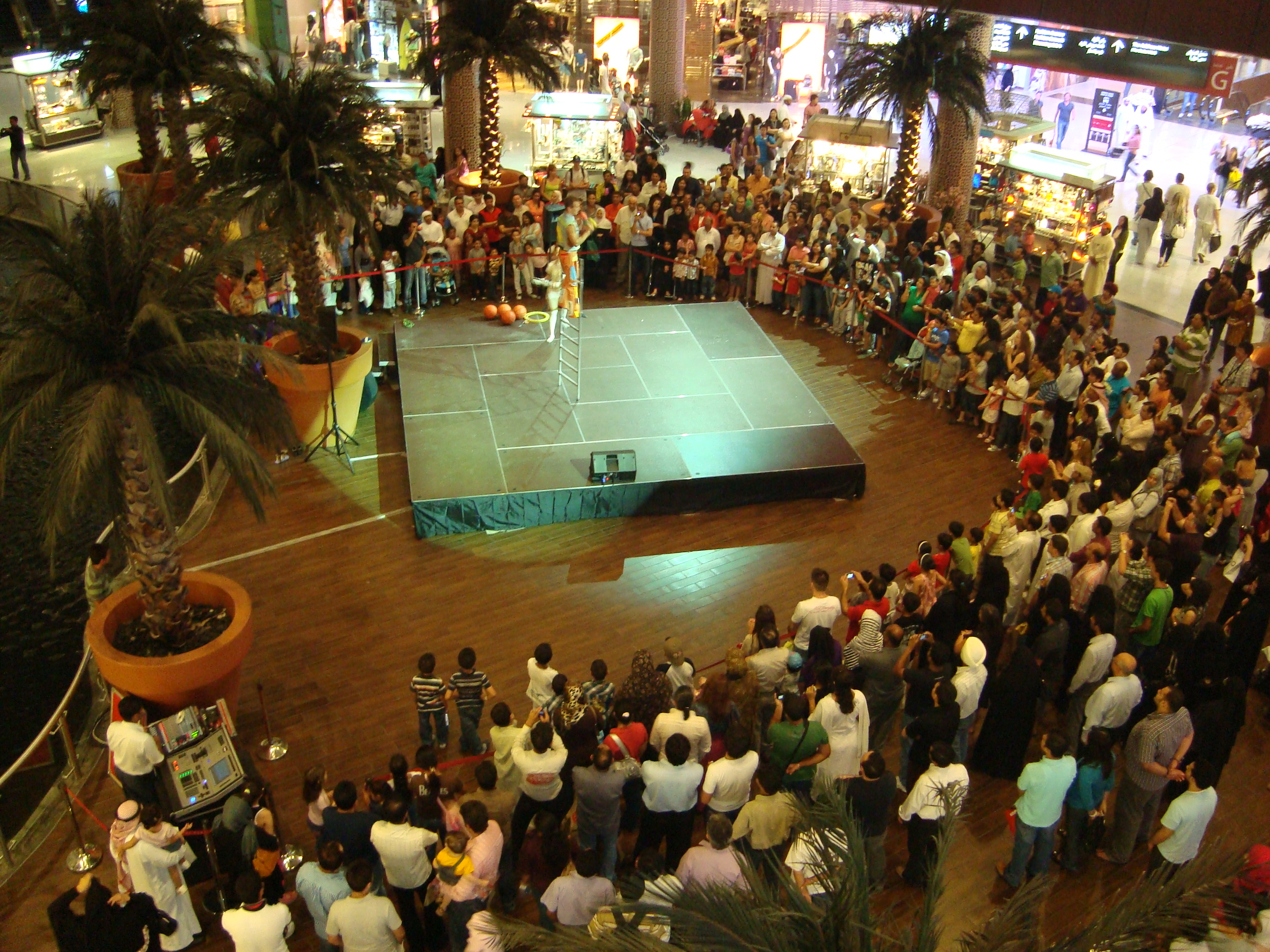
مردم در حال تماشای اجرای چند سرگرمی‌ساز در دبی مال
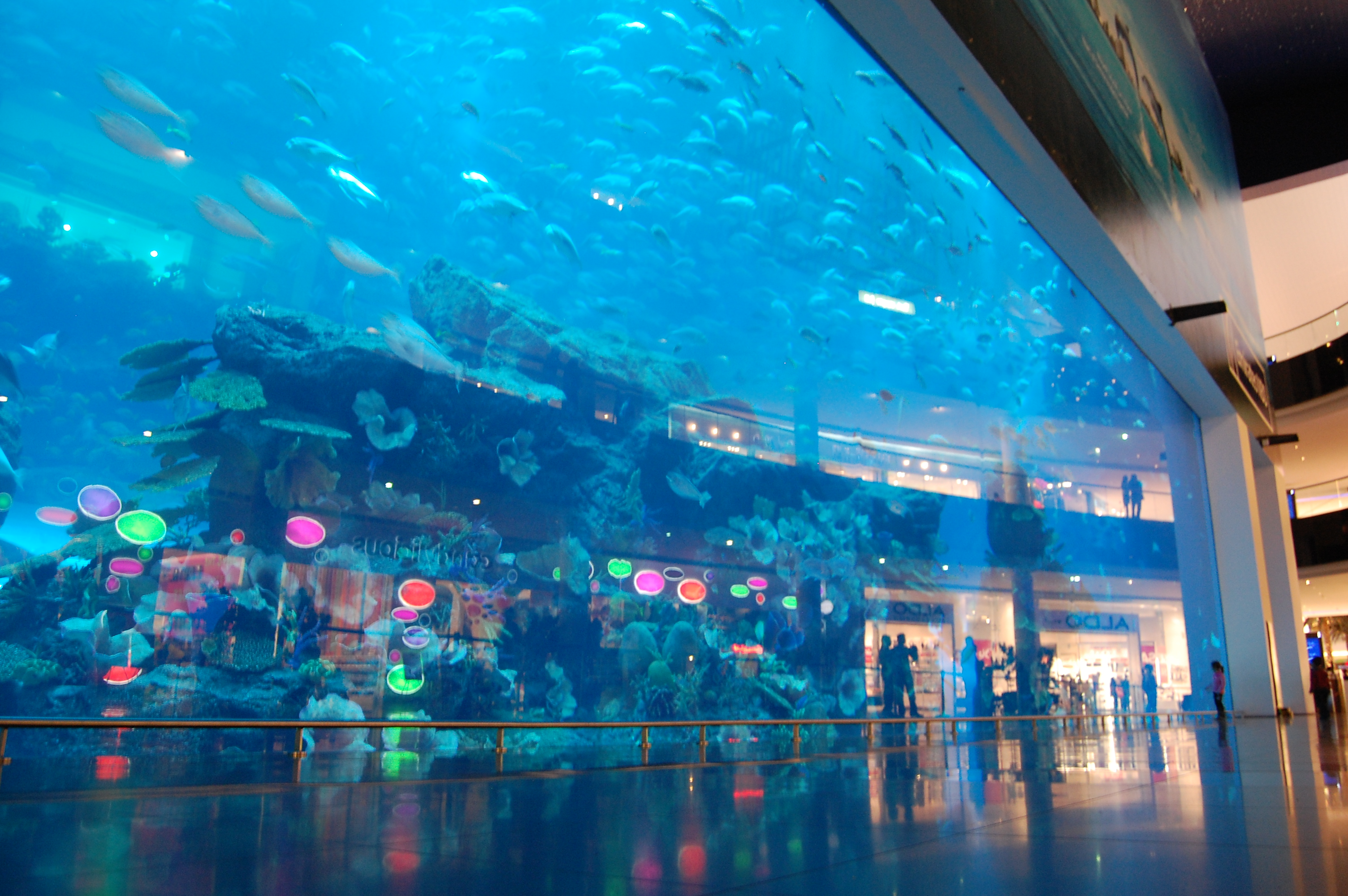
آکواریوم دبی مال
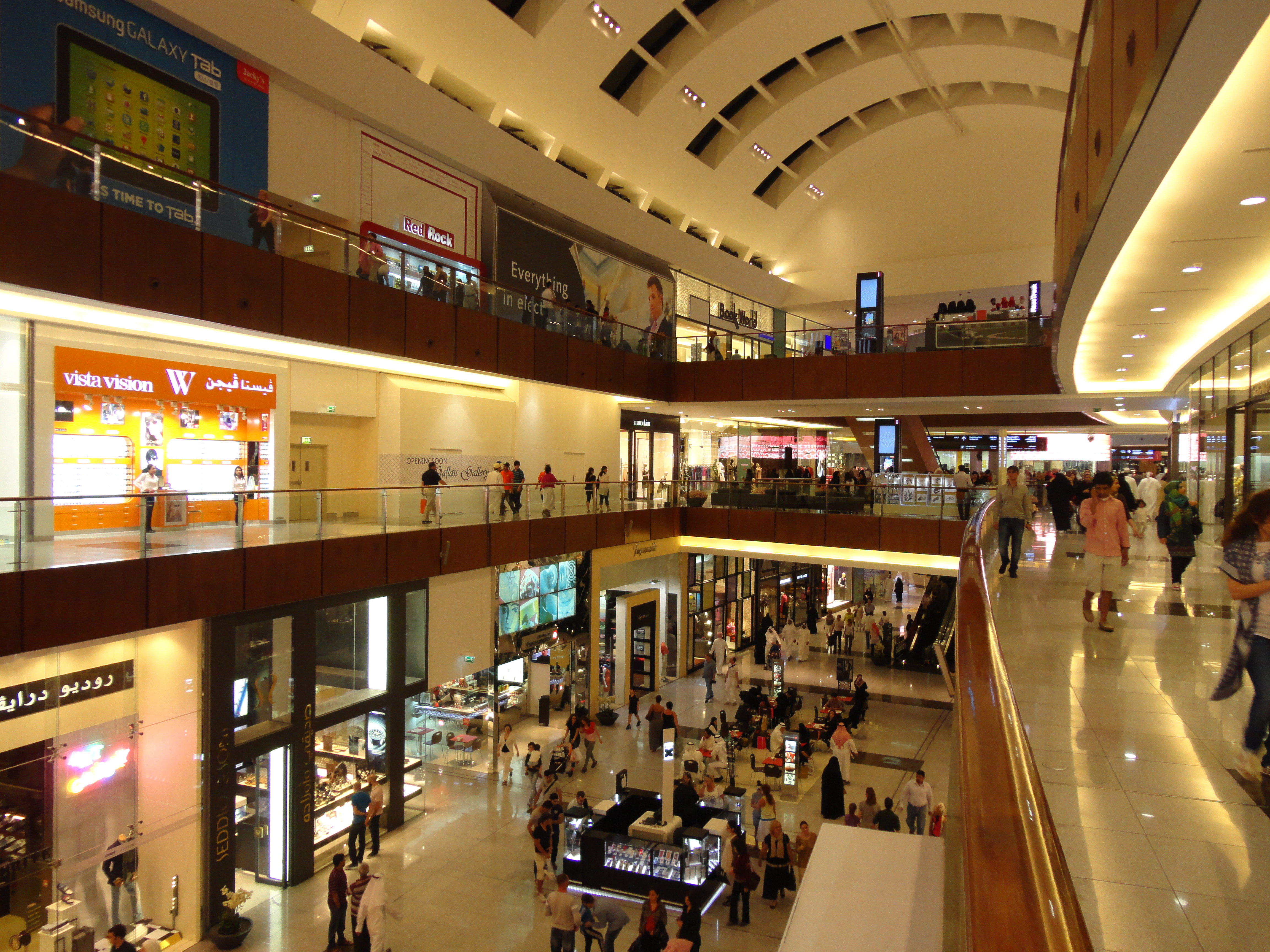
داخل دبی مال در سال ۱۳۹۱